# Саада
Саада (араб. صعدة‎; англ. Sadah) — город в Йемене, административный центр (столица) одноимённой мухафазы Саада на северо-западе Йемена и главный город северо-западной части Йемена.   

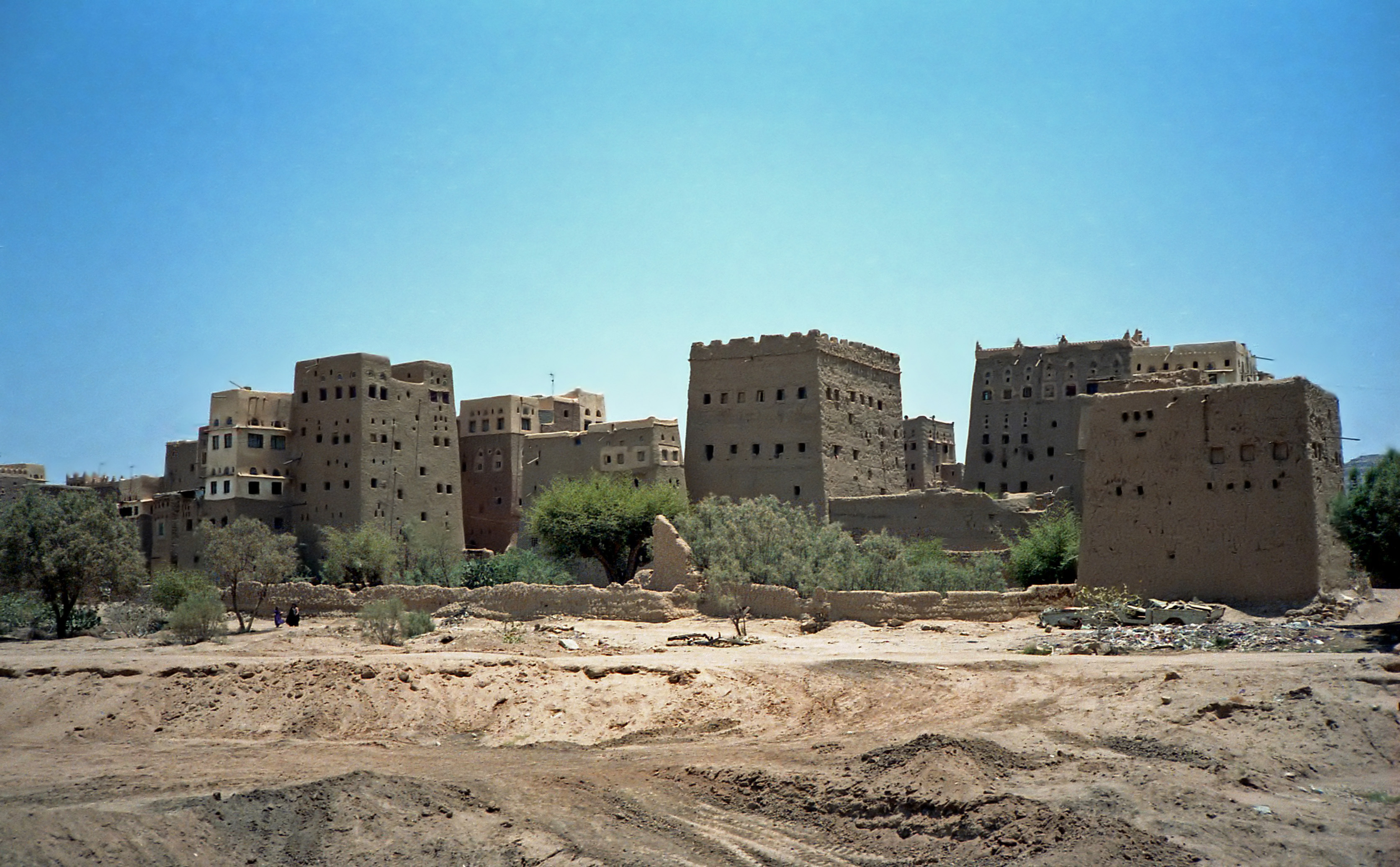
Вид на город Саада

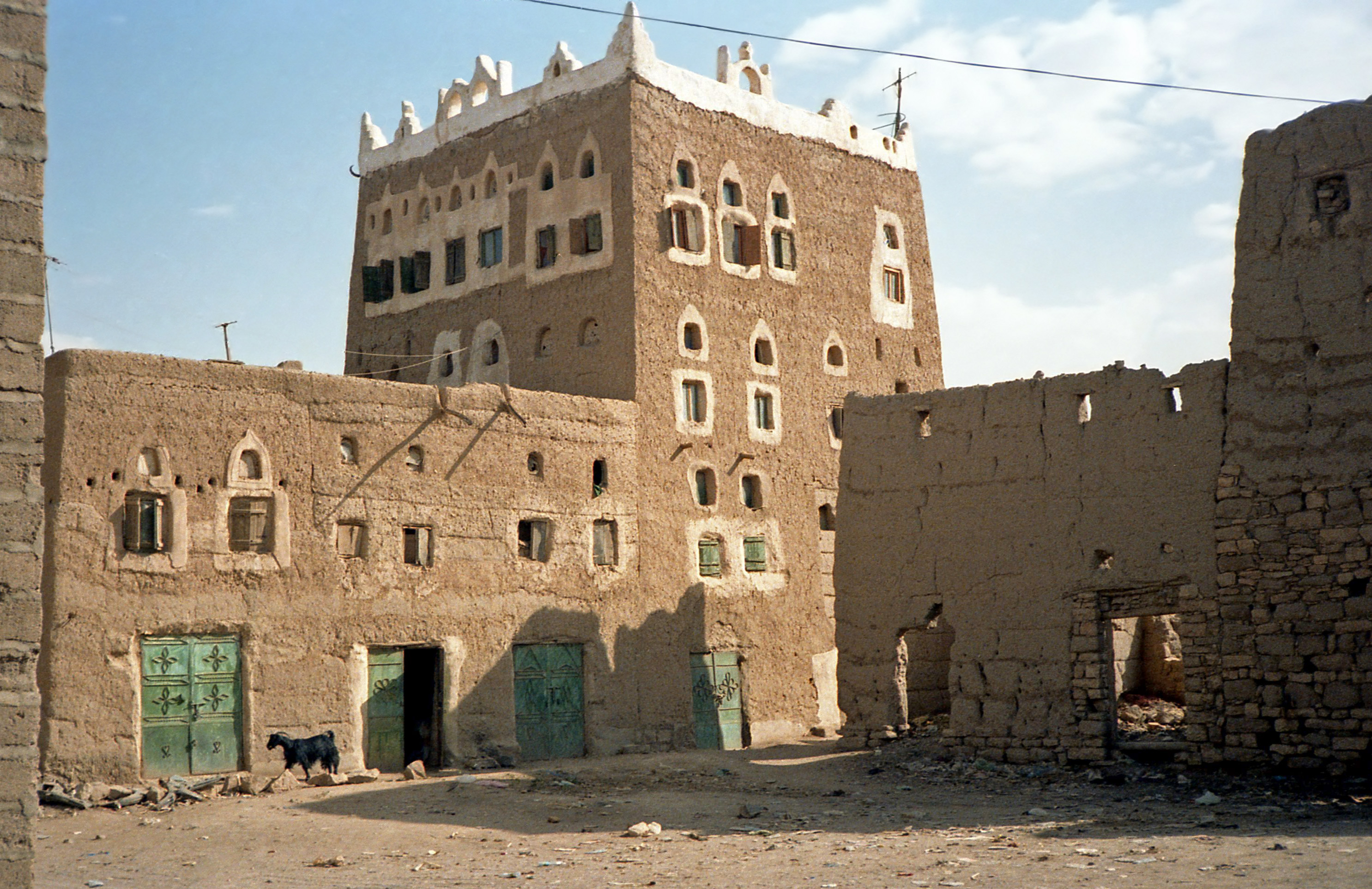
Дом с украшениями в Саада

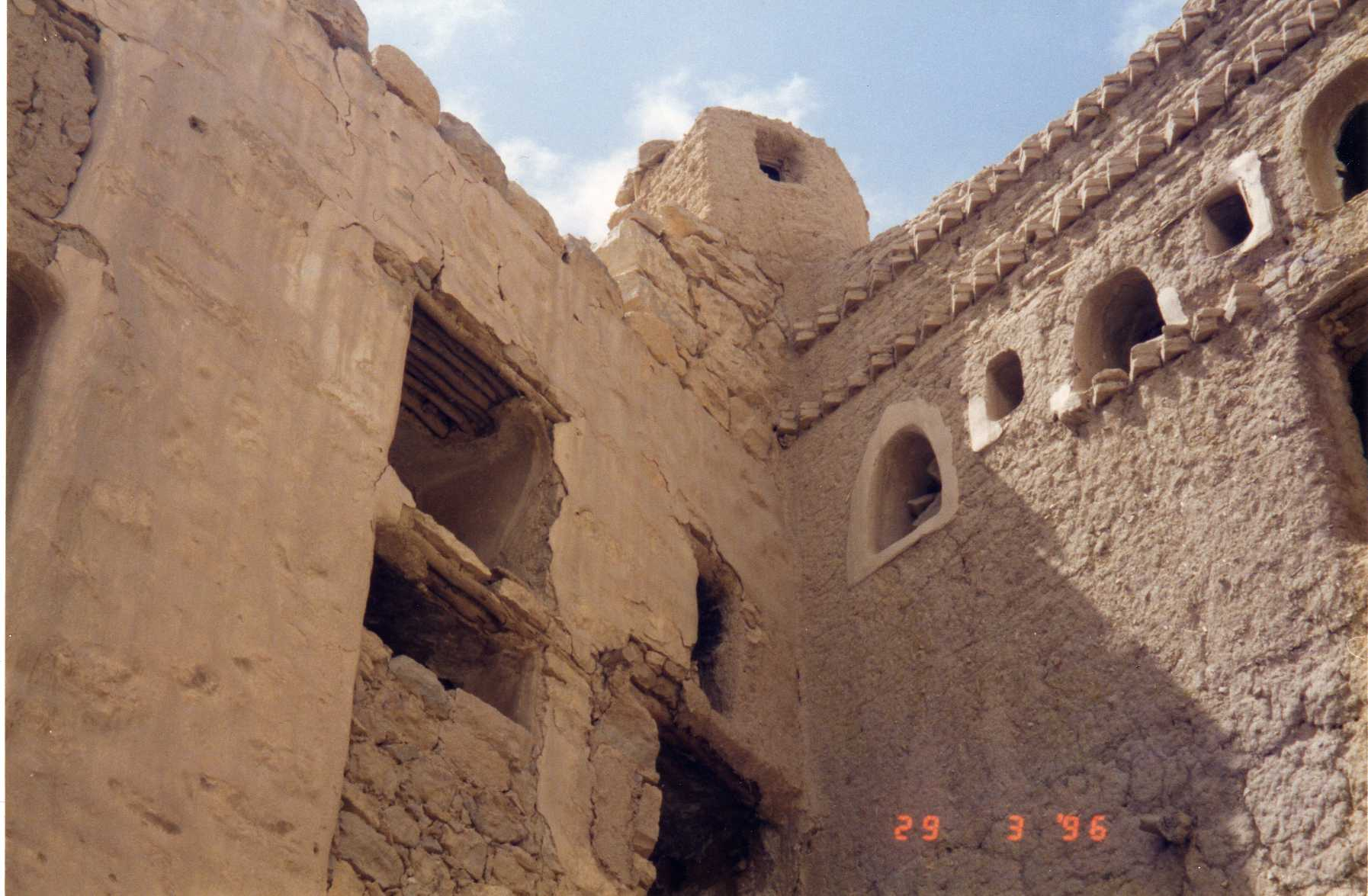
Элементы архитектуры в городе Саада

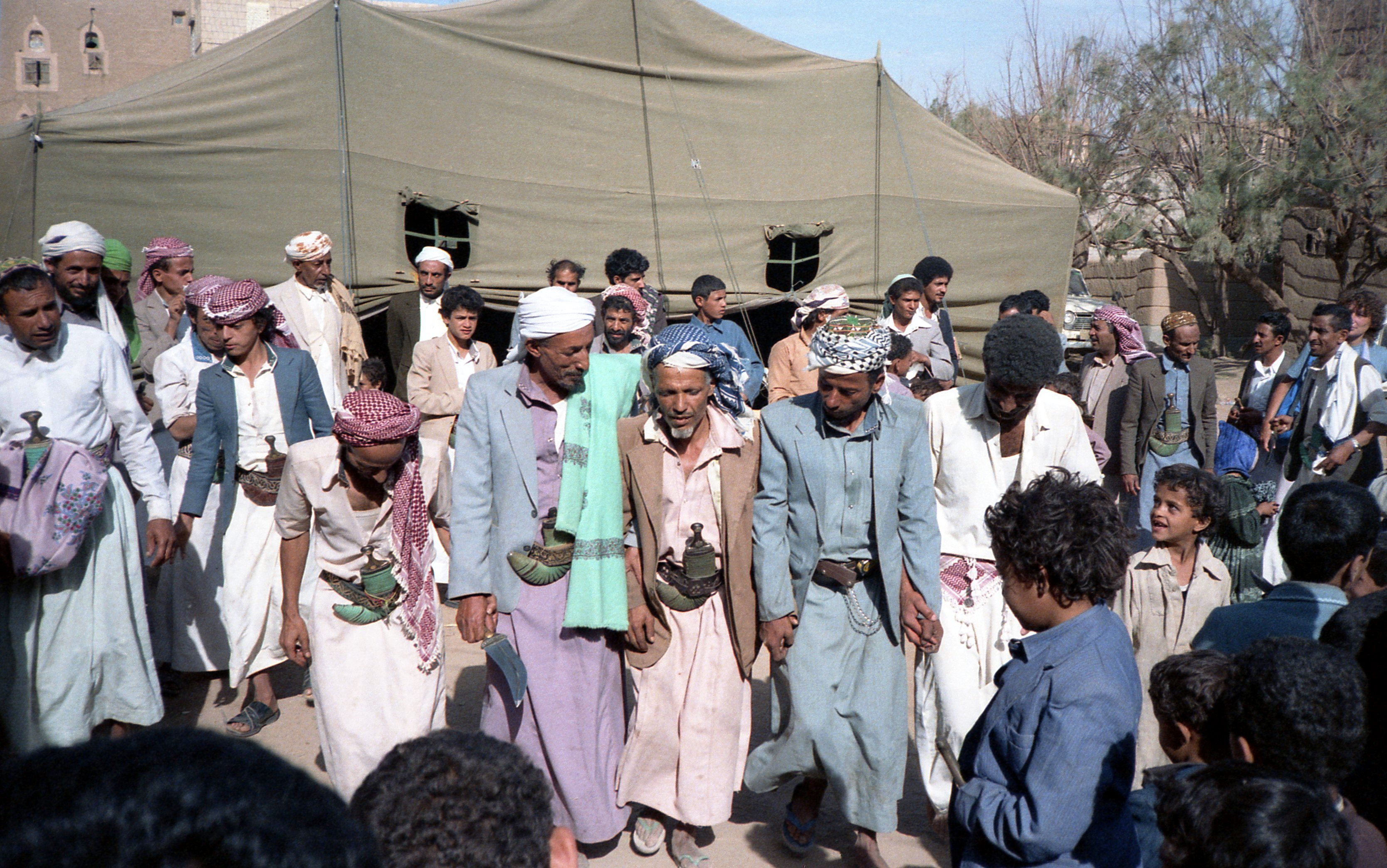
Танец в городе Саада

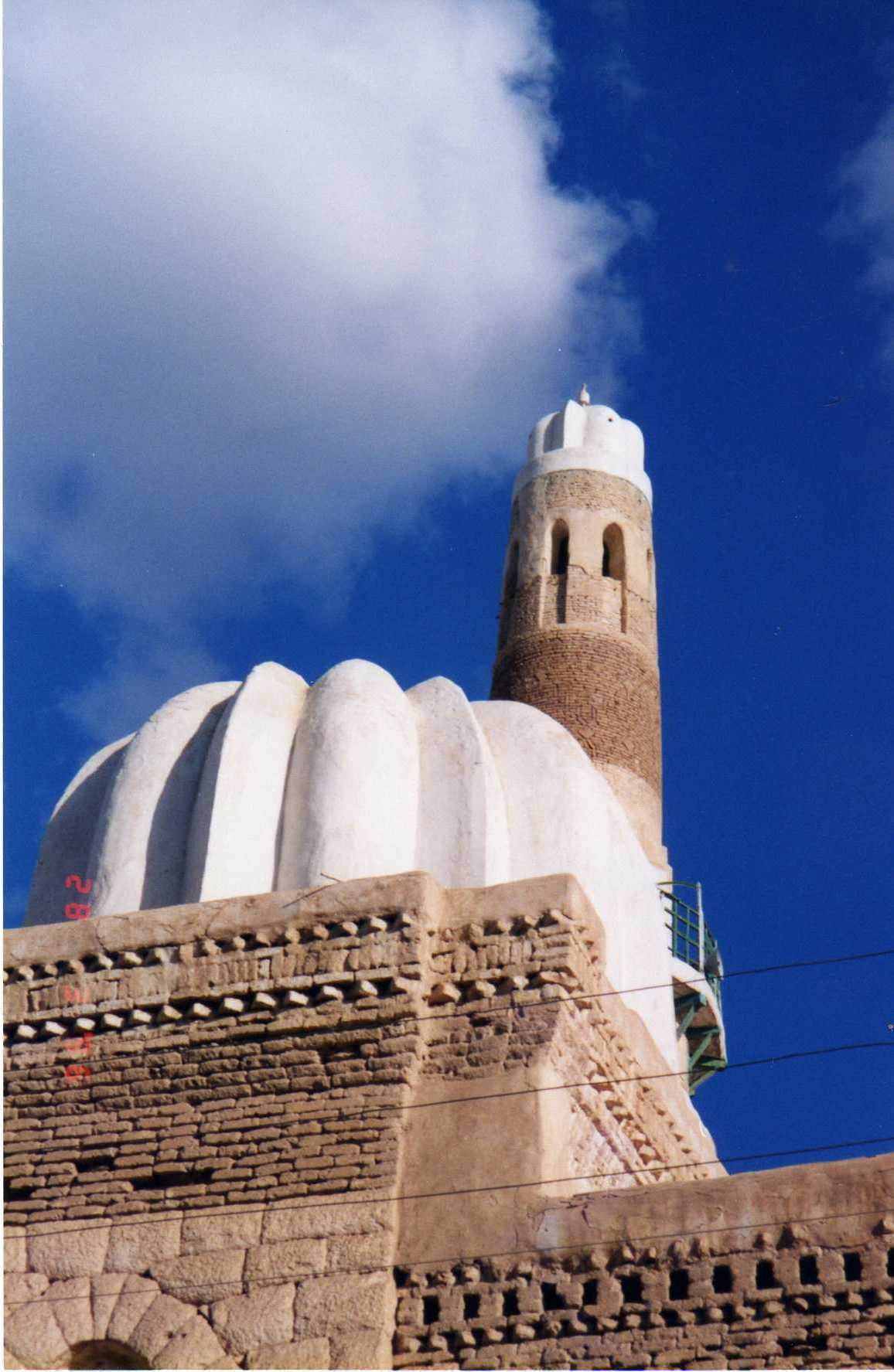
Мечеть в городе Саада

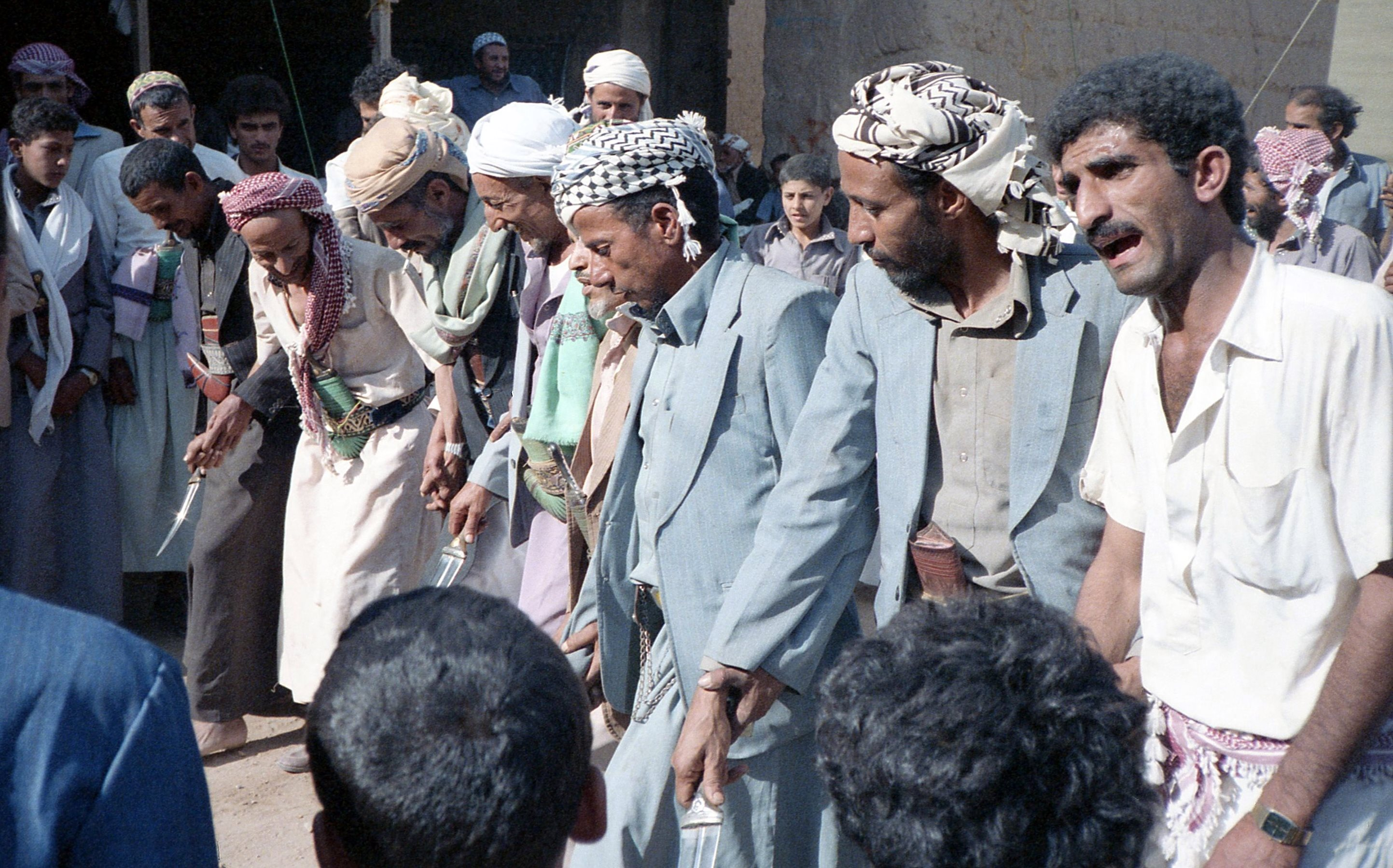
Танец в городе Саада

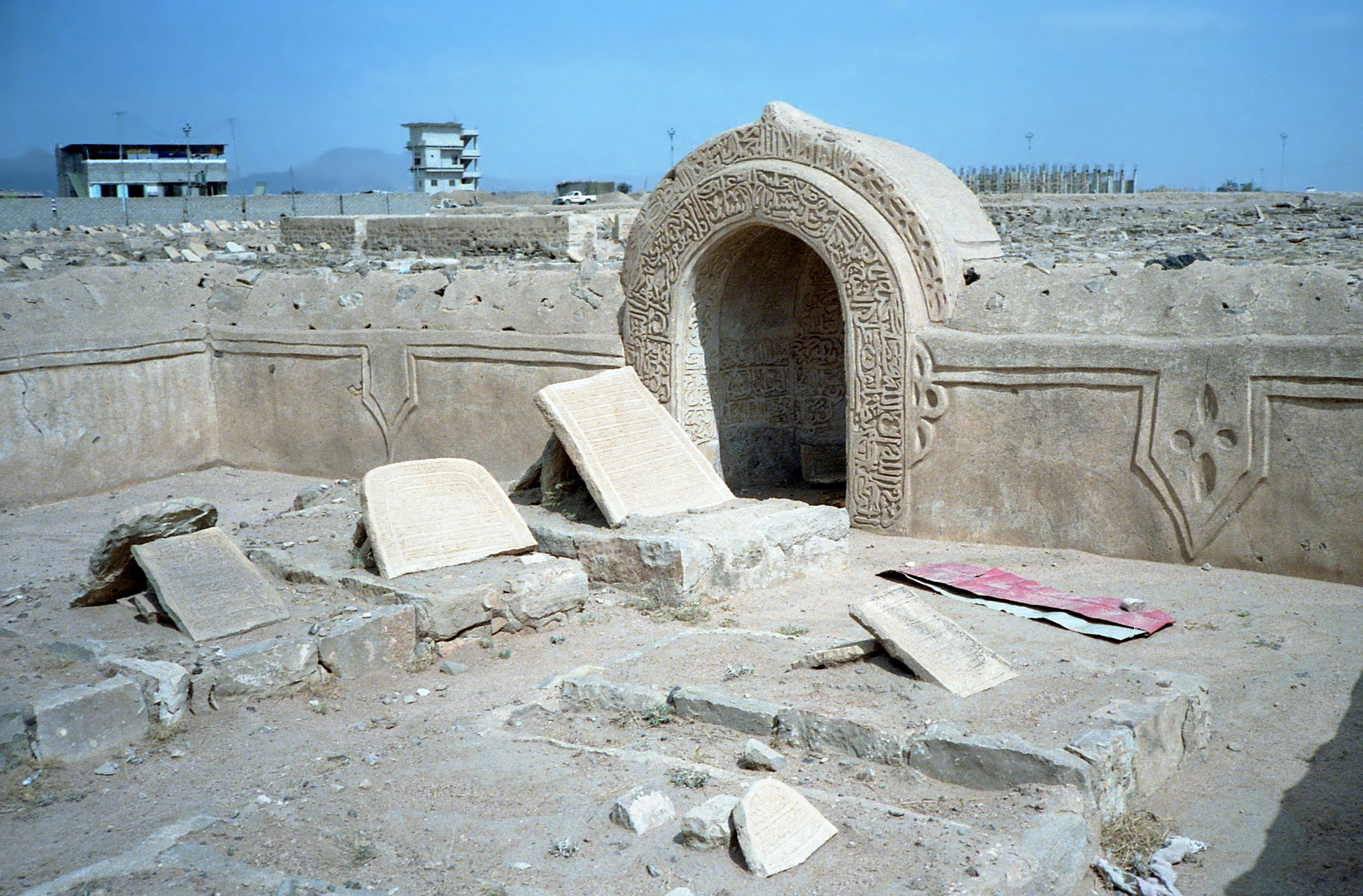
Кладбище города Саада

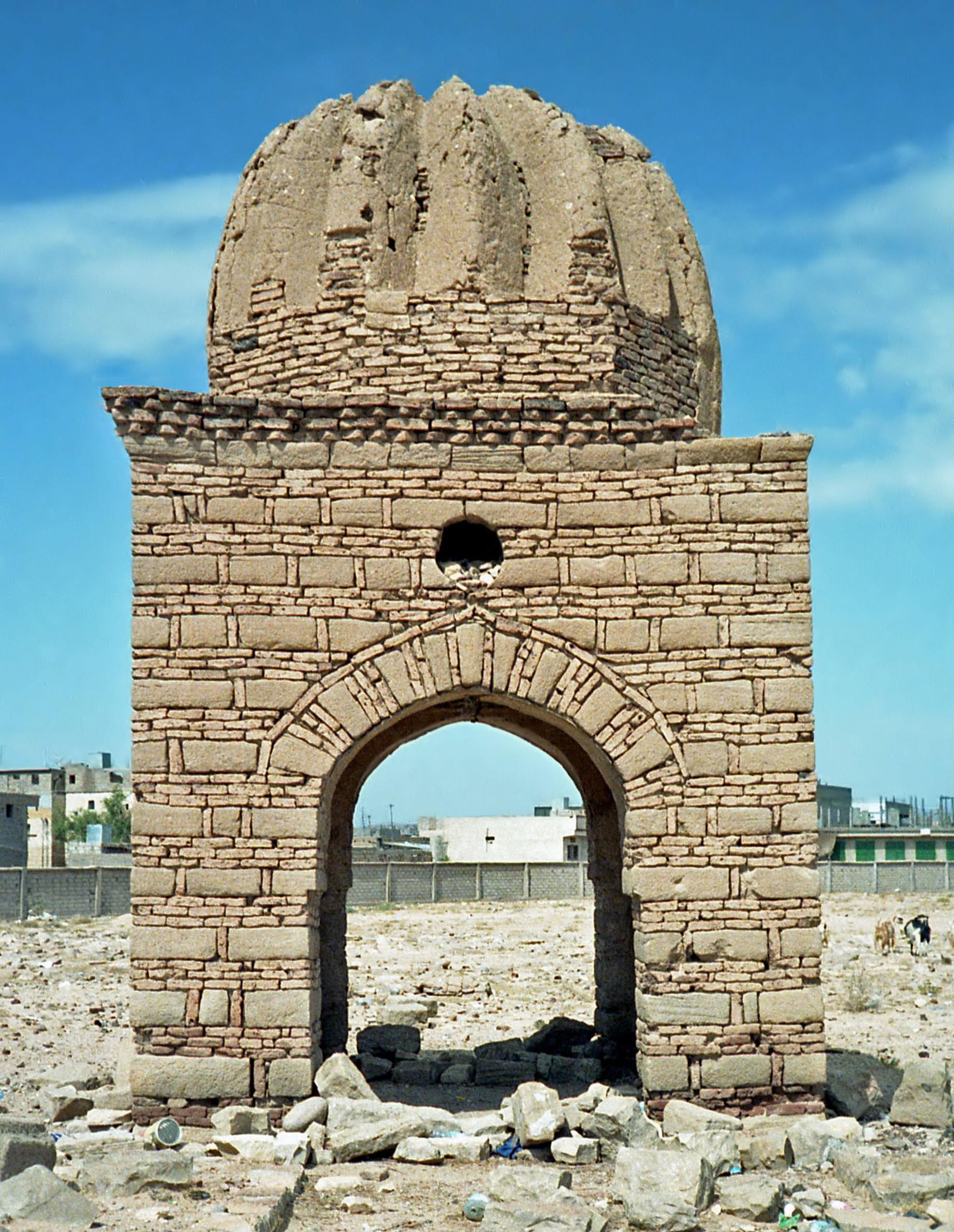
На кладбище города Саада

## Географическое положение
Высота над уровнем моря — 1875м. Абсолютная высота — 1836 метров над уровнем моря.
Это город в пустыне. Он расположен между горными массивами Саххар и Маар в 80 км от границы с Саудовской Аравией.
Саада имеет давнюю традицию как административный и торговый центр на севере Йемена, на пути в Саудовскую Аравию.

## История
Издревле Саада стояла на пересечении торговых путей между севером и югом. В древние времена город был известен как Карна (Κάρνα) — столица Минейского государства. Через город проходили караванные пути с юга на территорию современной Саудовской Аравии.
Именно здесь в IX веке имам аль-Хади Яхъя бен аль-Хусейн бен аль-Касим начал проповедовать зейдитство. В течение 1200 лет, во время эпохи зайдитов длившейся с 860 по 1962 год, Саада являлась религиозным центром йеменских зайдитов, да и после революции 1962 года провинция Саада вместе с её центральным городом осталась единственным оплотом зайдитов в стране.

## Описание города
Одним из самых примечательных древних сооружений Саады является крепостная стена, возведённая в XVI веке из глины. Являясь одним из важнейших исторических памятников Йемена, она почти полностью сохранилась. В длину сооружение достигает 3326 метров. Стена имеет четверо ворот и 52 башни. Её высота составляет 8 метров. По своему значению сооружение приравнено к стенам Саны.
Архитектурным украшением города служит сохранившаяся древняя мечеть аль-Хади, находящаяся внутри крепостных стен. Это одна из древнейших и одна из самых красивых мечетей Йемена. Она была построена в IX веке при имаме аль-Хади Яхья бен аль-Хусейн бен аль-Касим, основоположника династии зайдитов. До сих пор мечеть продолжает оставаться важным обучающим центром зайдитов, где находится их святыня — гробница имама аль-Хади Яхъя бен аль-Хусейн бен аль-Касим.
Также внутри крепостных стен можно увидеть многочисленные старинные сооружения из глины, где ныне располагаются правительственные учреждения, медресе и рынки. На рынках Саады продаются знаменитые горшки из мыльного камня (стеатита).
Средневековый город построен из утрамбованной глины, а вокруг растёт шумный Новый город с типично арабскими отношениями, улицами с гаражами-мастерскими и розничными магазинами.

## Достопримечательности
Из достопримечательностей города стоит отметить:
- старую глиняную застройку, включающую дома до 4 этажей в высоту;
- городскую стену XVI века, которая окружает старый город;
- мечеть Аль-Хади.
- В 10 км севернее Саады в деревне Аль-Тал каждую субботу открывается рынок, который считается одним из самых больших в стране.[1]
- В 60 км северо-западнее Саады в деревне Баким сохранилась древняя крепость, охранявшая торговцев, следовавших из внутренних районов Аравийского полуострова на юг[1].

## Население

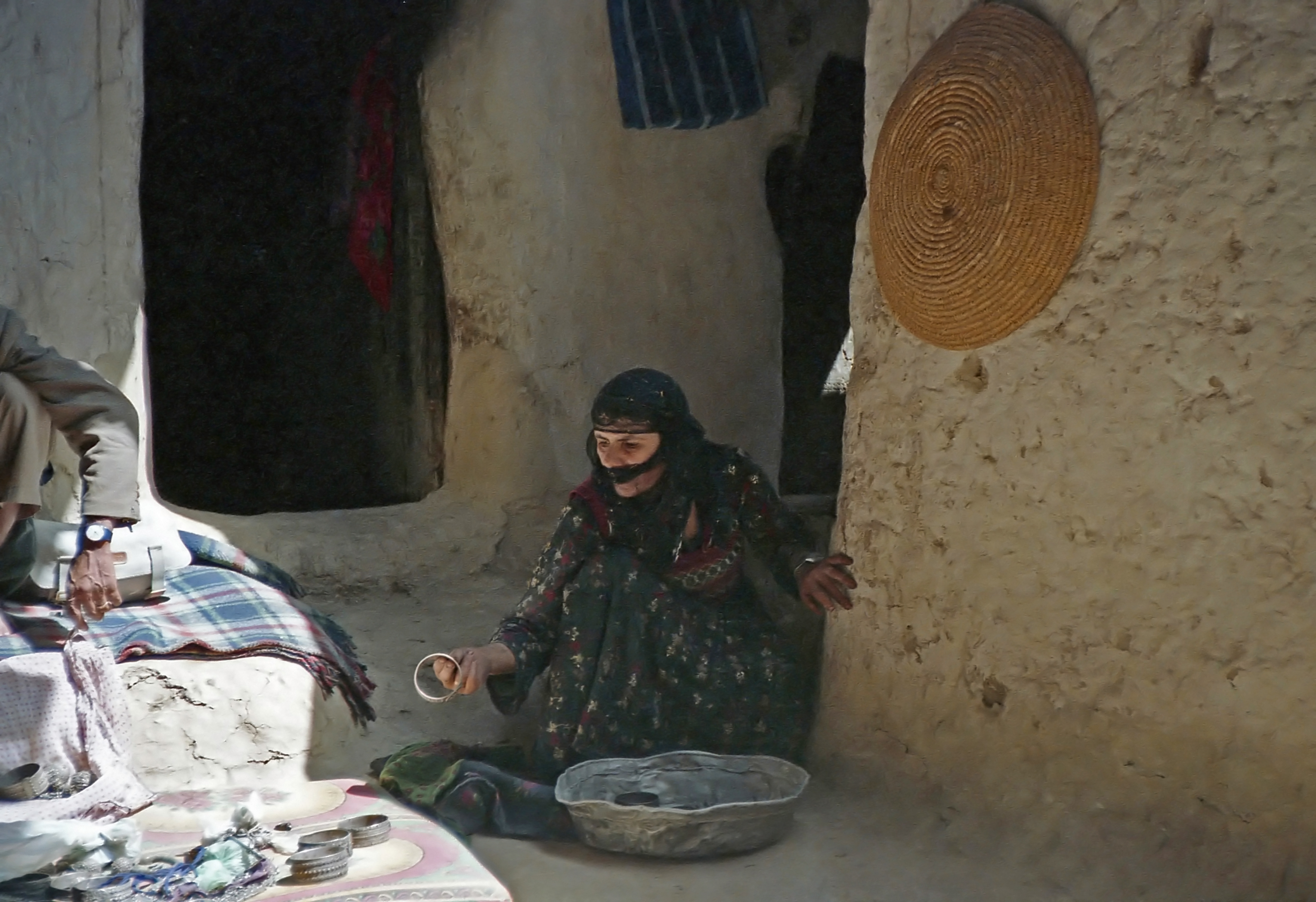
Еврейская женщина в Саада. Август 1986 года.

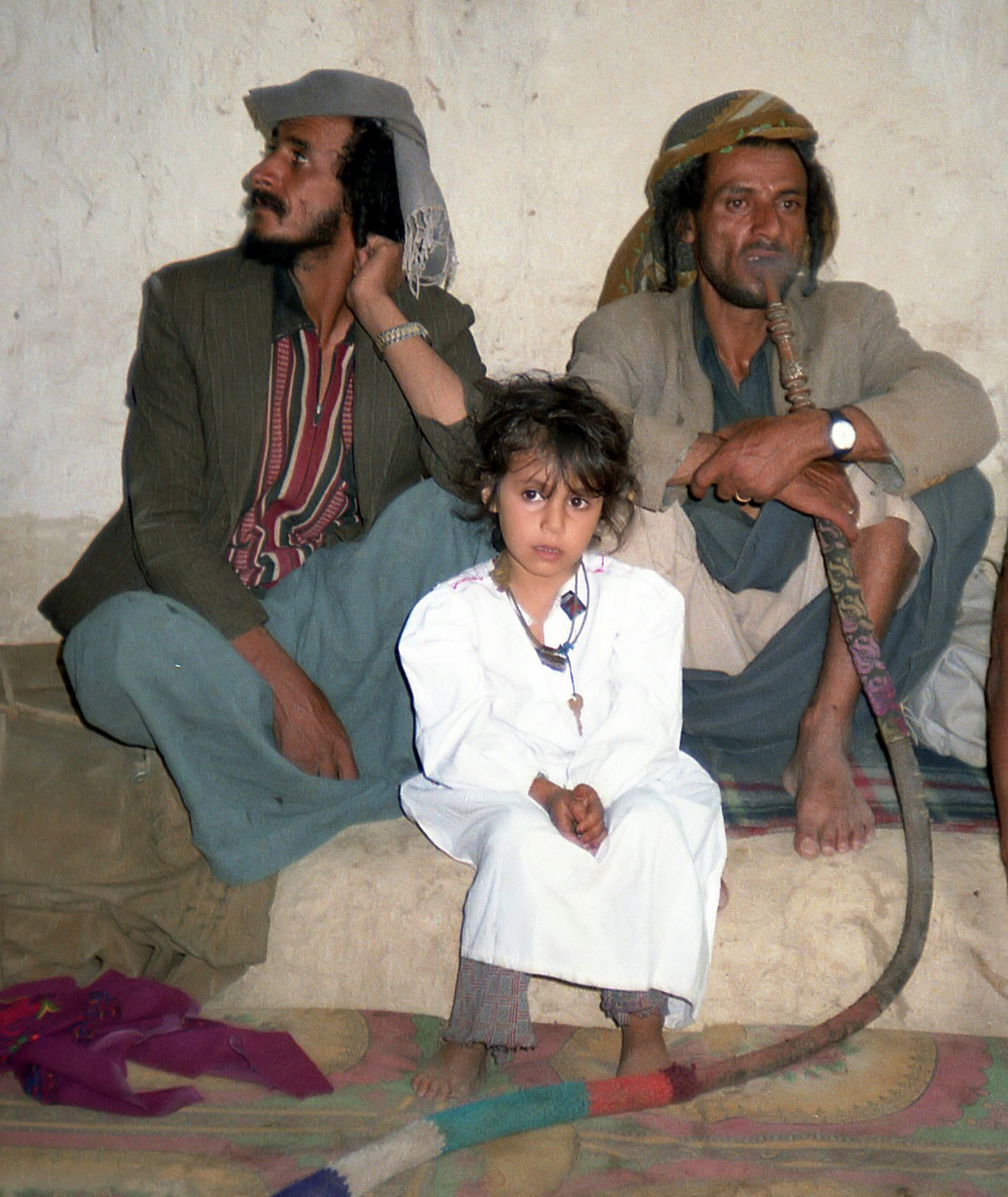
Евреи в Сааде. Август 1986 года.

Между XVII и XX веками происходил наплыв йеменских евреев и Израиль мог закрепить своё особое еврейское влияние на Йемен и в той же степени на город Саада. Евреи влияли судьбу города экономически как купцы и ремесленники и особенно в ремесле с серебром, что способствовало устойчивому восстановлению Саада.
Сегодня, племена из окрестностей определяют судьбу города. Еженедельные рыноки проходят каждое воскресенье. Ковров, изделия из серебра, электронное оборудование много других товаров можно найти на рынке.
По данным на 2013 год численность населения города составляла 70 203 человека.
Динамика численности населения города по годам:
| 1994   | 2004   | 2013   |
| ------ | ------ | ------ |
| 27 621 | 49 422 | 70 203 |